# Judy Blume
Judy Blume (ur. 12 lutego 1938 w Elizabeth) – amerykańska pisarka. Tworzy głównie dla dzieci i młodzieży, choć wydała również kilka powieści dla dorosłych. Otrzymała liczne nagrody i wyróżnienia, w tym nagrodę American Library Association za całokształt twórczości, a w roku 2004 medal przyznawany przez National Book Foundation. Pisarka porusza tematy uważane za kontrowersyjne w książkach dla młodego czytelnika, takie jak rasizm, budzenie się seksualności, antykoncepcja, rozwody, co sprawia, że jej książki są często usuwane ze szkolnych bibliotek, a także naraża ją na ataki ze strony religijnej prawicy.
Jej najbardziej znana książka to Are You There God? It's Me, Margaret (1970).
W języku polskim wydano m.in.:
- Wakacyjne siostry (Summer sisters), Albatros, 2001.
- Koleje losu (In the Unlikely Event), Zysk i S-ka, 2016.

Dla dzieci:
- Opowieści z wakacji (Otherwise Known as Sheila the Great), Egmont, 2005.
- Maruda i Mądrala to my (The Pain and the Great One), Egmont, 2008.
- Cykl o Peterze i Miśku:
  - Opowieści czwartoklasisty (Tales of a Fourth Grade Nothing), Egmont, 2005.
  - Supermisiek (Superfudge), Egmont, 2006.
  - Miśkomania (Fudge-a-mania), Egmont, 2006.
  - Misiek do kwadratu (Double Fudge), Egmont, 2006.